# Vezzano
Vezzano é uma comuna italiana da região do Trentino-Alto Ádige, província de Trento, com cerca de 1.973 habitantes. Estende-se por uma área de 31 km², tendo uma densidade populacional de 64 hab/km². Faz fronteira com Molveno, San Lorenzo in Banale, Trento, Terlago, Padergnone, Calavino.